# Sarah Vaughan
Sarah Lois Vaughan (Newark, 27 de marzo de 1924 - Los Ángeles, 3 de abril de 1990), conocida como Sarah Vaughany apodada Sassy y La Divina,fue una cantante de jazz y pianista estadounidense. Ganó dos premios Grammy, incluido el Lifetime Achievement Award, y fue nominada para un total de nueve premios Grammy. Recibió el NEA Jazz Masters Award en 1989.
Junto con Billie Holiday y Ella Fitzgerald, es considerada por muchos una de las más importantes e influyentes voces femeninas del género.

## Biografía
Vaughan nació en Newark, Nueva Jersey, hija de Asbury "Jake" Vaughan, carpintero de profesión que tocaba la guitarra y el piano, y Ada Vaughan, lavandera que cantaba en el coro de la iglesia, emigrantes de Virginia. Los Vaughan vivieron toda su infancia en una casa de la calle Brunswick de Newark. Jake era profundamente religiosa. La familia participaba activamente en la iglesia baptista New Mount Zion, en el 186 de Thomas Street. Vaughan empezó a tomar clases de piano a los siete años, cantaba en el coro de la iglesia y tocaba el piano en ensayos y servicios.
Se aficionó muy pronto a la música popular. En la década de 1930, solía ver a grupos locales y de gira en la pista de patinaje de Montgomery Street. A mediados de la adolescencia, se aventuró ilegalmente en los clubes nocturnos de Newark y actuó como pianista y cantante en el Piccadilly Club y en el aeropuerto de Newark.
Vaughan asistió al instituto East Side High School y luego se trasladó al Newark Arts High School, que abrió sus puertas en 1931. Como sus aventuras nocturnas como intérprete superaban a sus actividades académicas, abandonó el instituto durante su penúltimo año para concentrarse más en su música.

## Trayectoria
Vaughan cantó en su infancia, como otras muchas cantantes de jazz, en la iglesia; recibió, además, intensas lecciones de piano entre 1931 y 1939.  

### 1942-43: Comienzos
Vaughan acompañada por una amiga, Doris Robinson, se desplazó a Nueva York en el otoño de 1942 (cuando tenía 18 años). Vaughan le sugirió a Robinson que participara en el concurso Apollo Theatre Amateur Night. Vaughan tocó el acompañamiento de piano para Robinson, que ganó el segundo premio. Vaughan más tarde decidió volver y competir como cantante. Vaughan cantó "Body and Soul" y ganó, aunque la fecha exacta de su victoria en el Apollo es incierta. El premio, como Vaughan recordó más tarde a Marian McPartland, fue de 10 dólares y la promesa de una semana de compromiso en el Apollo. Después de un retraso considerable, Vaughan fue contactada por el Apollo en la primavera de 1943 para hacer de telonera de Ella Fitzgerald.
Algún tiempo después de su semana de actuaciones en el Apollo, Vaughan fue presentada al líder de banda y pianista Earl "Fatha" Hines. Billy Eckstine, cantante de Hines en ese momento, ha sido acreditado por Vaughan y otros como quien después de escucharla en el Apollo la recomendó a Hines. Hines afirmó más tarde que la había descubierto él mismo y le ofreció trabajo en el acto. Hines contrató como cantante a Vaughan el 4 de abril de 1943.

### 1943-44: Earl Hines y Billy Eckstine
Vaughan pasó el resto de 1943 y parte de 1944 recorriendo el país con la Big Band de Earl Hines y el cantante Billy Eckstine. Vaughan fue contratada como pianista, según se dice, para que Hines pudiera contratarla bajo la jurisdicción del sindicato de músicos (American Federation of Musicians) y no del sindicato de cantantes (American Guild of Variety Artists), pero después de que Cliff Smalls se uniera a la banda como trombonista y pianista, los deberes de Sarah se limitaron exclusivamente al canto. La banda de Earl Hines en este período es recordada como una incubadora del bebop, ya que incluye el trompetista Dizzy Gillespie, el saxofonista Charlie Parker (tocando el tenor en lugar de su habitual saxo alto) y el trombonista Bennie Green. Gillespie arregló para la banda, aunque la interdicción contemporánea de las grabaciones por el sindicato de los músicos significa que no hay evidencia auditiva de esas sesiones.
Eckstine dejó la banda de Hines a finales de 1943 y formó su propia banda con Gillespie, dejando a Hines para convertirse en el director musical de la nueva banda. Parker se unió también, y la banda de Eckstine en los próximos años sería la anfitriona de un elenco sorprendente de talento de jazz: Miles Davis, Kenny Dorham, Art Blakey, Lucky Thompson, Gene Ammons y Dexter Gordon, entre otros.
Vaughan aceptó la invitación de Eckstine para unirse a su nueva banda en 1944, dándole la oportunidad de desarrollar su musicalidad con las figuras seminales de esta era del jazz. La banda de Eckstine le ofreció su primera oportunidad de grabación el 5 de diciembre de 1944, en que produjo la canción "I'll Wait and Pray" para el sello De Luxe. Esa grabación llevó al crítico y productor Leonard Feather a pedirle que grabara 4 temas bajo su propio nombre ese mismo mes para la etiqueta Continental, apoyada por un septeto que incluyó a Dizzy Gillespie y Georgie Auld.
El pianista de la banda John Malachi dio a Vaughan el apodo "Sassy", un apodo que se emparejó a su personalidad. A Vaughan le gustaba y el nombre (y su variante abreviada "Sass") se difundió entre sus colegas y, eventualmente, en la prensa. En comunicaciones escritas, Vaughan a menudo la deletreaba "Sassie".
Vaughan dejó oficialmente la banda de Eckstine a finales de 1944 para seguir su carrera en solitario, aunque permaneció muy cerca de Eckstine personalmente y registró con él con frecuencia a lo largo de su vida.

### 1945-48: Inicios de su carrera en solitario ("Tenderly")
Vaughan comenzó su carrera en solitario en 1945 como freelance en clubes de la calle 52 de Nueva York, como el Three Deuces, el Famous Door, el Downbeat, el Onyx Club y el Braddock Grill, al lado del Teatro Apollo en Harlem. El 11 de mayo de 1945, Vaughan grabó "Lover Man" para el sello Guild con un quinteto con Gillespie y Parker con Al Haig en el piano, Curly Russell en contrabajo y Sid Catlett en la batería. Más tarde ese mes entró en el estudio con un grupo formado alrededor de Gillespie / Parker y registró otros tres temas.
Después de ser invitada por el violinista Stuff Smith a grabar la canción "Time and Again" en octubre, Vaughan firmó un contrato para grabar con el sello Musicraft de Albert Marx, aunque no comenzaría a grabar hasta el 7 de mayo de 1946. Entretanto, Vaughan hizo un puñado de grabaciones para las etiquetas Crown y Gotham y comenzó a actuar regularmente en el Café Society Downtown, un club integrado en la Plaza Sheridan de Nueva York. Allí Vaughan hizo amigos como el trompetista George Treadwell. Treadwell se convirtió en el mánager de Vaughan y en última instancia, le delegó la mayor parte de las responsabilidades del director musical para sus sesiones de grabación, dejándola libre para centrarse casi por completo en el canto. En los próximos años, Treadwell hizo cambios en la apariencia de Vaughan. Aparte de un nuevo estilo de vestir y peinado, le arreglaron la dentadura, eliminando una brecha entre sus dos dientes delanteros.
Muchas de las grabaciones de Vaughan de 1946 para Musicraft se hicieron muy conocidas entre los aficionados y críticos de jazz, incluyendo "If You Could See Me Now" (escrito y arreglado por Tadd Dameron), "Don't Blame Me", "I've Got a Crush on You", "Everything I Have Is Yours" and "Body and Soul". Con la relación profesional de Vaughan y Treadwell establecida sobre bases sólidas, la pareja se casó el 16 de septiembre de 1946.
El éxito de las grabaciones de Vaughan para Musicraft continuó a través de 1947 y 1948. Su grabación de "Tenderly" —ella estaba orgullosa de ser la primera en haber registrado ese estándar de Jazz— fue un éxito inesperado a finales de 1947. El 27 de diciembre de 1947 hizo su grabación de "It's Magic" (de la película de Doris Day Romance on the High Seas) que encontró el éxito a principios de 1948. Su grabación de "Nature Boy" del 8 de abril de 1948, se convirtió en un éxito cuando Nat King Cole hizo una versión de la canción. Debido a una segunda prohibición de grabación impuesta por el sindicato de músicos, "Nature Boy" fue grabada con un coro a cappella como único acompañamiento, añadiendo un aire etéreo a una canción con una lírica y melodía vagamente mística.

### 1948-53: El estrellato y los años en Columbia
La prohibición sindical de grabar a los músicos empujó a Musicraft al borde de la quiebra y Vaughan utilizó los pagos de regalías perdidos como una oportunidad para firmar con la mayor discográfica de la época, Columbia. Después del arreglo de los asuntos legales, sus éxitos continuaron con el tema "Café negro" en el verano de 1949. Durante su época en Columbia hasta 1953, Vaughan cantó casi exclusivamente baladas que se convirtieron en estándars de gran éxito comercial como "That Lucky Old Sun", "Make Believe (You Are Glad When You're Sorry)", "I'm Crazy to Love You", "Our Very Own", "I Love the Guy", "Thinking of You" (con el pianista Bud Powell), "I Cried for You", "These Things I Offer You", "Vanity", "I Ran All the Way Home", "Saint or Sinner", "My Tormented Heart" y "Time" entre otras.
Vaughan logró importantes elogios de la crítica. Ganó el New Star Award de la revista Esquire en 1947, así como los premios de la revista Down Beat continuadamente de 1947 a 1952 y de la revista Metronome de 1948 a 1953. 
Las grabaciones y el éxito crítico le dieron numerosas oportunidades de actuación en los mejores clubes en todo el país casi continuamente a lo largo de los años de finales de los años 40 y principios de los 50. En el verano de 1949, Vaughan hizo su primera aparición con una orquesta sinfónica en un concierto benéfico para la Orquesta de Filadelfia titulado "100 hombres y una niña". Alrededor de este tiempo, el disc jockey de Chicago Dave Garroway acuñó un segundo apodo para ella, "The Divine One", que la seguiría a lo largo de su carrera. Una de sus primeras apariciones en la televisión fue en el programa de variedades de DuMont Stars on Parade (1953-54), en el que cantó "My Funny Valentine" y "Linger Awhile".
Con la mejora de sus finanzas, en 1949 Vaughan y Treadwell compraron una casa de tres pisos en Avon Avenue, 21, en Newark, ocupando la planta superior durante sus cada vez más raras horas en casa y la reubicación de los padres de Vaughan a los dos pisos inferiores. Sin embargo, las presiones del negocio y los conflictos de personalidad condujeron a un enfriamiento en la relación personal entre Treadwell y Vaughan. Treadwell contrató a un gerente de tours para manejar las necesidades de desplazamientos de Vaughan y abrió una oficina de representación en Manhattan para poder trabajar con otros clientes además de Vaughan.
La relación de Vaughan con Columbia Records también se agrió porque ella estaba insatisfecha con el material comercial que se le ofrecía para grabar y por el éxito financiero mediocre de sus registros. Aunque también hizo grabaciones con pequeños grupos en 1950 con Miles Davis y Bennie Green que están entre las mejores de su carrera, pero fueron atípicas en su producción en Columbia. También los ocho temas grabados con la banda de Jimmy Jones durante el 18 y 19 de mayo de 1950 se encuentran entre sus interpretaciones más memorables, demostrando su capacidad indudable para cantar jazz.

#### Radio
En 1949, Vaughan tenía un programa titulado: Canciones de Sarah Vaughan, en la emisora de radio WMGM en la ciudad de Nueva York. Los programas de 15 minutos fueron difundidos en las tardes los miércoles a los domingos desde el Clique Club, descritos como "encuentro de la muchedumbre del be-bop." Ella estaba acompañada por Oscar Pettiford (bajo), Kenny Clarke (batería) y George Shearing (piano).

### 1954-59: Los años en Mercury
En 1953, Treadwell negoció un contrato único para Vaughan con Mercury Records. Registraría material comercial para la etiqueta Mercury y material más orientado al jazz para su filial EmArcy. Vaughan fue emparejada con el productor Bob Shad y su excelente relación de trabajo produjo un fuerte éxito comercial y artístico. Su primera sesión de grabación de Mercury tuvo lugar en febrero de 1954 y se quedó en el sello hasta 1959. Después de un período en Roulette Records (1960 a 1963), Vaughan regresó a Mercury de 1964 a 1967.
El éxito comercial con Mercury comenzó con el éxito de 1954, "Make Yourself Comfortable", grabado en el otoño de 1954, y continuó con una serie de éxitos, incluyendo: "How Important Can It Be" (con Count Basie), "Whatever Lola Wants", "The Banana Boat Song", "You Ought to Have A Wife" y " Misty ". Su éxito comercial alcanzó su punto culminante en 1959 con "Broken Hearted Melody", una canción que consideró "cursi", pero que, sin embargo, se convirtió en su primer disco de oro, y en parte de su repertorio de conciertos en los próximos años. Vaughan se reunió con Billy Eckstine para una serie de grabaciones en dúo en 1957 que produjo el éxito "Passing Strangers". Las grabaciones comerciales de Vaughan fueron dirigidas por varios arreglistas y directores diferentes, principalmente Hugo Peretti y Hal Mooney.
La faceta de jazz de su carrera discográfica avanzó rápidamente, respaldada por su trío de actuación o por varias combinaciones estelares de intérpretes. Uno de sus álbumes favoritos fue de 1954 con un sexteto que incluyó a Clifford Brown.
En la segunda mitad de los años cincuenta, siguió un programa de giras continuo, con muchos músicos de jazz famosos. Actuó en el primer Festival de jazz de Newport en el verano de 1954 y apareció en ediciones subsecuentes de ese festival en Newport y en New York durante el resto de su vida. En el otoño de 1954, actuó en el Carnegie Hall con la Count Basie Orchestra en un proyecto que también incluyó a Billie Holiday, Charlie Parker, Lester Young y el Modern Jazz Quartet. En ese otoño, volvió a hacer una gira por Europa con éxito antes de embarcarse en una gira de "Big Show" en los Estados Unidos, una agotadora sucesión de actuaciones que incluían a Count Basie, George Shearing, Erroll Garner y Jimmy Rushing. En el Festival de Jazz de Nueva York de 1955 en la Isla Randalls, Vaughan compartió actuación con el cuarteto de Dave Brubeck, Horace Silver, Jimmy Smith y la Orquesta de Johnny Richards.
Aunque la relación profesional entre Vaughan y Treadwell fue bastante exitosa a través de los años 50, su relación personal finalmente alcanzó un punto de ruptura y ella pidió el divorcio en 1958. Vaughan había delegado enteramente sus asuntos financieros en Treadwell y, a pesar de las cifras significativas de ingresos divulgadas a través de los años 50, en su liquidación Treadwell dijo que sólo quedaban 16 000 dólares. La pareja dividió uniformemente esa cantidad y sus bienes personales, terminando su relación comercial.
Debutó en el Reino Unido en 1958 en Sunday Night at the London Palladium con varias canciones, entre ellas "Who's Got the Last Laugh Now".

### 1959-69: C.B. Atkins y Roulette Records
La salida de Treadwell de la vida de Vaughan fue precipitada por la entrada de Clyde "C.B." Atkins, un hombre de incierto pasado que ella había conocido en Chicago y con el que se casó el 4 de septiembre de 1959. Aunque Atkins no tenía ninguna experiencia en gerencia de artistas, Vaughan deseó tener una relación profesional y personal mezclada como la que tenía con Treadwell. Hizo a Atkins su representante personal, aunque todavía sentía recelos de los problemas ella había tenido con Treadwell e inicialmente mantuvo un ojo levemente más atento sobre Atkins. Vaughan y Atkins se trasladaron a una casa en Englewood, Nueva Jersey. 
Cuando el contrato de Vaughan con Mercury Records terminó a finales de 1959, inmediatamente firmó con Roulette Records, una pequeña etiqueta propiedad de Morris Levy, quien fue uno de los patrocinadores del Club Birdland de Nueva York, donde aparecía con frecuencia. La lista de artistas de Roulette también incluyó a Count Basie, Joe Williams, Dinah Washington, Lambert, Hendricks y Ross y Maynard Ferguson.
Vaughan comenzó a grabar para Roulette en abril de 1960, haciendo una serie de grandes álbumes dirigidos por Billy May, Jimmy Jones, Joe Reisman, Quincy Jones, Benny Carter, Lalo Schifrin y Gerald Wilson. Tuvo éxito con "Serenata" y un con par de pistas residuales de su contrato de Mercury, "Eternally" y "You're My Baby". También hizo un par de temas íntimos con vocal / guitarra / contrabajo de jazz: "After Hours" (1961) con el guitarrista Mundell Lowe y el contrabajista George Duvivier y "Sarah + 2" (1962) con el guitarrista Barney Kessell y el contrabajo Joe Comfort.
En 1961 Vaughn y Atkins adoptaron una hija, Deborah Lois Atkins, conocida profesionalmente como Paris Vaughan. Sin embargo, la relación con Atkins resultó difícil y violenta y después de una serie de incidentes, ella pidió el divorcio en noviembre de 1963. Vaughan se volvió a dos amigos para que la ayudaran a resolver los asuntos financieros del matrimonio: el propietario de un club, John "Preacher" Wells, un conocido de la niñez, y Clyde "Pumpkin" Golden, Jr. Wells y Golden encontraron que las pérdidas en el juego de Atkins y su gasto derrochador habían puesto a Vaughan en alrededor de 150 000 de deudas. La casa de Englewood fue confiscada por el IRS por el impago de impuestos. Vaughan conservó la custodia de su hija y Golden tomó el lugar de Atkins como gerente y amante de Vaughan durante el resto de la década.
Alrededor de la época de su segundo divorcio, ella se desencantó con Roulette. Las finanzas del sello eran aún más engañosas y opacas que de costumbre en el negocio discográfico y sus artistas de grabación a menudo tenían poco que ingresar por sus esfuerzos, aparte de algunos excelentes discos. Cuando su contrato terminó en 1963, Vaughan regresó a los confines más familiares de Mercury Records. En el verano de 1963, Vaughan fue a Dinamarca con el productor Quincy Jones para grabar cuatro días de actuaciones en vivo con su trío, el álbum Sassy Swings the Tivoli, es un excelente ejemplo de su show en vivo de este período. Al año siguiente, hizo su primera aparición en la Casa Blanca, para el presidente Johnson.
La grabación del Tivoli sería el momento más brillante de su segundo período con Mercury. La evolución de la demografía y los gustos de la década de los 60 dejó a los artistas de jazz con un público cada vez más reducido y con material inapropiado. Aunque Vaughan mantuvo la calidad de sus grabaciones y actuaciones incluso con su voz oscurecida por la edad, al concluir su contrato con Mercury en 1967, se quedó sin contrato de grabación durante el resto de la década.
En 1969, Vaughan terminó su relación profesional con Golden y se trasladó a la Costa Oeste, estableciéndose primero en una casa cerca de Benedict Canyon en Los Ángeles y luego en lo que acabaría siendo su última casa en Hidden Hills.

### 1970-82: Renacimiento
Vaughan se encontró con Marshall Fisher después de una actuación de 1970 en un casino en Las Vegas y Fisher pronto cayó en el doble papel familiar como amante de Vaughan y gerente. Fisher era otro hombre de pasado incierto sin experiencia musical, pero, a diferencia de algunos de sus asociados anteriores, era un auténtico fan dedicado a promover su carrera.
La década de 1970 presenció un renacimiento en la actividad de grabación de Vaughan. En 1971, Bob Shad, que había trabajado con ella como productor en Mercury Records, le pidió grabar para su nueva discográfica, Mainstream Records. El veterano de Basie, Ernie Wilkins arregló y dirigió su primer álbum en noviembre de 1971. En abril de 1972, Vaughan registró una colección de baladas escritas, arregladas y dirigidas por Michel Legrand. Los arreglistas Legrand, Peter Matz, Jack Elliott y Allyn Ferguson se unieron para el tercer álbum de Vaughan, Feelin 'Good. Después Vaughan grabó Live in Japan, un álbum en vivo en Tokio con su trío en septiembre de 1973.
Durante sus sesiones con Legrand, Bob Shad presentó "Send in the Clowns", una canción de Stephen Sondheim del musical de Broadway A Little Night Music, a Vaughan para su consideración. La canción se convertiría en su firma, en sustitución de "Tenderly" que había estado con ella desde el principio de su carrera en solitario.
Por desgracia, la relación de Vaughan con Mainstream se agrió en 1974, supuestamente por un conflicto precipitado por Fisher sobre una fotografía de portada de álbum y / o regalías no pagadas. Esto dejó a Vaughan sin contrato de grabación durante tres años.
En diciembre de 1974, Vaughan tocó un concierto privado para el presidente de los Estados Unidos Gerald Ford y el presidente francés Giscard d'Estaing durante su cumbre sobre Martinica. En 1974, el director de orquesta Michael Tilson Thomas le pidió a Vaughan que participara en un espectáculo monográfico de Gershwin que planeaba para una aparición como invitado con la Filarmónica de Los Ángeles en el Hollywood Bowl. Los arreglos fueron de Marty Paich y la orquesta sería aumentada por artistas de jazz como Dave Grusin en el piano, Ray Brown en contrabajo, el baterista Shelly Manne y los saxofonistas Bill Perkins y Pete Christlieb. El concierto fue un éxito y Thomas y Vaughan repitieron la actuación con la orquesta de Thomas en Buffalo, Nueva York, seguido de apariciones en 1975 y 1976 con otras orquestas sinfónicas en los Estados Unidos. Estas actuaciones cumplieron un interés de antaño de Vaughan en el trabajo con orquestas y ella hizo actuaciones de este tipo durante el resto de la década.
En 1977, Tom Guy, un joven cineasta y productor de televisión pública, siguió a Vaughan en una gira, entrevistando a numerosos artistas hablando sobre ella y captando tanto los conciertos como las imágenes de detrás de escena. El resultado de dieciséis horas de imágenes se redujo a un documental de una hora y media, Listen to the Sun, que se emitió el 21 de septiembre de 1978, en la televisión pública de Nueva Jersey, pero que nunca fue lanzado comercialmente.
En 1977, Norman Granz, que era también el representante de Ella Fitzgerald, firmó a Vaughan para su sello Pablo Records. Vaughan no había tenido un contrato de grabación durante tres años, a pesar de que había grabado un álbum de 1977 de canciones de los Beatles con arreglos contemporáneos pop para Atlantic Records, que finalmente fue lanzado en 1981. El primer lanzamiento de Vaughan para Pablo fue I Love Brazil !, grabado con músicos brasileños en Río de Janeiro en el otoño de 1977. Obtuvo una nominación al Grammy.
1977 vio el lanzamiento del álbum de Godley & Creme Consequences, en el que Vaughan cantó "Lost Weekend", una de las pocas canciones en lograr popularidad fuera del álbum.
El contrato con Pablo produjo un total de siete álbumes: un segundo e igualmente maravilloso álbum brasileño, Copacabana (1979), grabado de nuevo en Río de Janeiro, How Long Has This Been Going On? (1978) con un cuarteto compuesto por el pianista Oscar Peterson, el guitarrista Joe Pass, el bajista Ray Brown y el baterista Louis Bellson. Dos álbumes de Duke Ellington Songbook (1979); Send in the Clowns (1981) con la orquesta de Count Basie que toca arreglos sobre todo de Sammy Nestico; y Crazy and Mixed Up (1982), otro álbum de cuarteto con Sir Roland Hanna, piano, Joe Pass, guitarra, Andy Simpkins, bajo y Harold Jones, batería.
Vaughan y Waymond Reed se divorciaron en 1981.

### 1982-89: Carrera final
Vaughan permaneció en activo durante los años 80 y comenzó a recibir reconocimientos por su contribución a la música americana. En el verano de 1980 Vaughan recibió una placa en la calle 52 fuera del Edificio CBS (Black Rock) conmemorando los clubes de jazz que una vez había frecuentado en "Swing Street" y que habían sido sustituidos desde hacía tiempo por edificios de oficinas. Una ejecución de su programa sinfónico de Gershwin con la Sinfónica de New Jersey en el año 1980 fue difundida en PBS y le ganó el premio Emmy del año siguiente para el "logro individual, clase especial." Se reunió en 1982 con Tilson Thomas para una versión modificada del programa de Gershwin, tocado de nuevo por la Filarmónica de Los Ángeles, pero esta vez en su sede, el Dorothy Chandler Pavilion. La grabación del concierto por la CBS, Gershwin Live !, ganó un Grammy a la Mejor Interpretación Vocal de Jazz Femenino, y se ha convertido en un clásico. En 1985 Vaughan recibió una estrella en el paseo de la fama de Hollywood y en 1988 fue entronizada en el salón de la fama del jazz americano.
Tras el final de su contrato con Pablo Records en 1982, Vaughan sólo se comprometió a un número limitado de grabaciones en estudio. En 1984 Vaughan participó en uno de los proyectos más inusuales de su carrera, The Planet is Alive, Let It Live, una pieza sinfónica compuesta por Tito Fontana y Sante Palumbo en las traducciones italianas de poemas polacos de Karol Wojtyła, (Papa Juan Pablo II). La grabación se hizo en Alemania con una traducción al inglés del escritor Gene Lees y fue lanzado por Lees en su propia etiqueta privada después de que la grabación fue rechazada por las principales marcas. En 1986, Vaughan cantó dos canciones, "Happy Talk" y "Bali Ha'i", en el papel de Bloody Mary con las estrellas de ópera Kiri Te Kanawa y José Carreras en la grabación de la banda musical de Broadway South Pacific.
El último álbum completo de Vaughan fue Brazilian Romance, producido y compuesto por Sérgio Mendes y grabado principalmente a principios de 1987 en Nueva York y Detroit. En 1988, Vaughan contribuyó con vocales a un álbum de villancicos de la Navidad registrado por el Coro del tabernáculo Mormon con la Orquesta Sinfónica de Utah. En 1989, el álbum Back in the Block de Quincy Jones ofreció a Vaughan en un breve dúo de scatting con Ella Fitzgerald. Esta fue la grabación final de Vaughan en estudio y, apropiadamente, fue la única grabación formal de estudio de Vaughan con Fitzgerald en una carrera que había comenzado 46 años antes haciendo de telonera de Fitzgerald en el Apollo.
Vaughan aparece en varias grabaciones de video de los años ochenta. Sarah Vaughan Live de Monterey fue grabado en 1983 o 1984 y presentó su trío con solistas invitados. Sass y Brass fue grabado en 1986 en Nueva Orleans y cuenta con su trío con solistas invitados, entre ellos Dizzy Gillespie y Maynard Ferguson. Sarah Vaughan: The Divine One fue presentado en la serie de American Masters en PBS. También en 1986, en el Día de la Independencia en un programa televisado nacionalmente en PBS ella actuó con la Orquesta sinfónica nacional, conducida por Mstislav Rostropovich, en un medley de canciones compuestas por George Gershwin.

## Estilo vocal

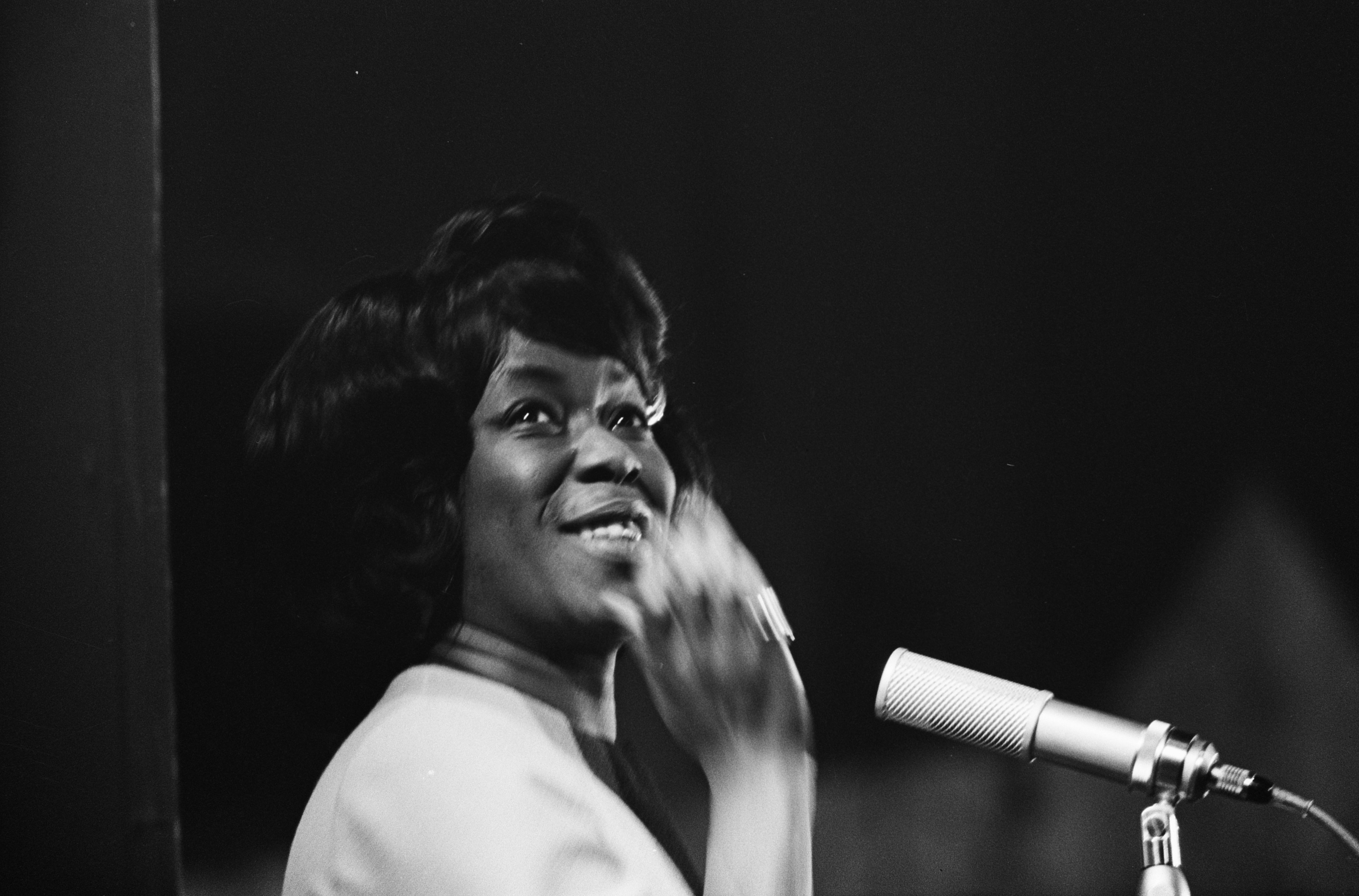
Gran Gala du Disquepopular en Kurhaus en Scheveningen Sarah Vaughan Fecha: 12 de octubre de 1963

La voz de Vaughan se caracteriza por su tonalidad grave, por su enorme versatilidad y por su control del vibrato; su tesitura, similar a la de una cantante de ópera, le permitía saltar del registro grave al de soprano con gran facilidad. Sarah Vaughan fue de las primeras vocalistas en incorporar el fraseo del bebop a su canto, situándolo además, en su caso, al nivel de instrumentistas de la talla de Charlie Parker y Dizzy Gillespie. Sus capacidades más destacadas son su inventiva armónica y su alto sentido de la improvisación. A lo largo de los años, su voz se fue haciendo más oscura, aunque no llegó a perder nunca su poder y su flexibilidad. Fue también una maestra en el scat. 

## Muerte
En 1989, la salud de Vaughan comenzó a declinar, aunque rara vez se reveló ninguna pista en sus actuaciones. Canceló una serie de compromisos en Europa en 1989, citando la necesidad de buscar tratamiento para una artritis en la mano, a pesar de que fue capaz de completar una serie posterior de actuaciones en Japón. Durante unas actuaciones en el Blue Note Jazz Club de Nueva York en 1989, Vaughan fue diagnosticada de cáncer de pulmón y estaba demasiado enferma para terminar el último día de lo que resultaría ser su última serie de actuaciones públicas.
Vaughan volvió a su casa en California para comenzar la quimioterapia y pasó sus últimos meses de estancia alterna entre el hospital y su casa. Vaughan se cansó de luchar y exigió ser llevada a su casa, donde murió en la noche del 3 de abril de 1990, mientras veía una película en la televisión con su hija, una semana después de su 66.º cumpleaños.
El funeral de Vaughan tuvo lugar en la Monte Zion Baptist Church, en 208 Broadway, en Newark, Nueva Jersey, la misma congregación cristiana donde creció. Después de la ceremonia, un carruaje tirado por caballos transportó su cuerpo a su lugar de descanso final en el Cementerio Glendale, en Bloomfield, Nueva Jersey, donde reposa hasta la actualidad.

## Vida privada

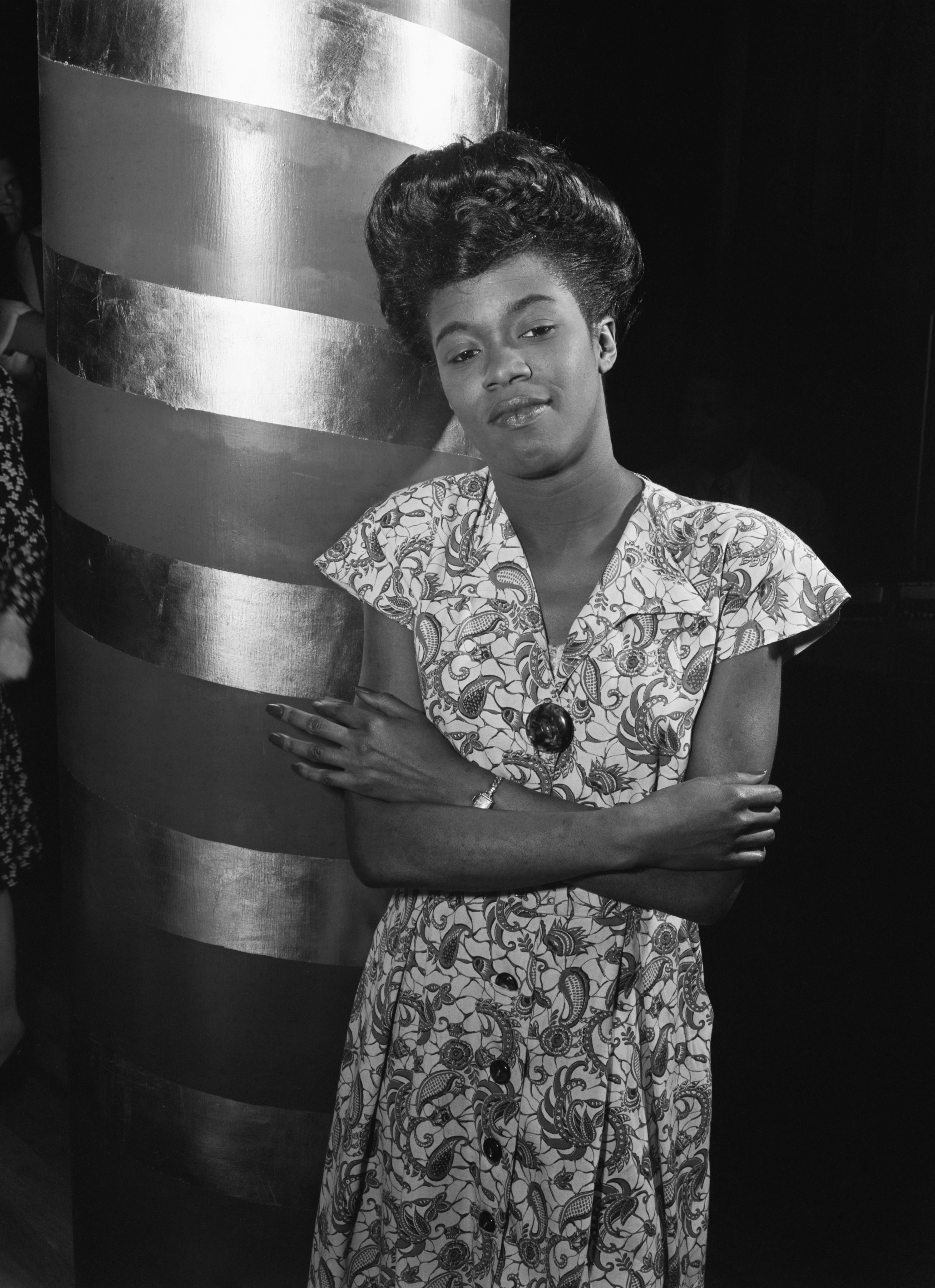
Sarah Vaughan en 1946.

Vaughan estuvo casada en tres ocasiones; con George Treadwell (1946-1958), Clyde Atkins (1958-1961) y Waymond Reed (1978-1981). No pudiendo tener hijos biológicos, Vaughan adoptó a un bebé (Debra Lois) en 1961. Debra trabajó como actriz en las décadas de 1980 y 90 bajo el nombre de Paris Vaughan.

## Discografía
- 2013 Sophisticated lady. Ellington coll.. Remastered, Concord Music Group
- 2006 Sinner or Saint
- 2006 Sings It Might as Well Be Spring
- 2006 Sarah Vaughan [Universal] [SACD]
- 2006 Legendary Song Stylist
- 2006 I Love Brazil! [Japan Bonus Tracks]
- 2006 Essential Sarah Vaughan [Essential Gold]
- 2006 Black Coffee
- 2004 1944-1950
- 2003 Vaughan and Violins
- 2002 Sarah Vaughan [Japan Bonus Track]
- 1999 Sophisticated Lady [Prime Cuts]
- 1997 I Remember You
- 1996 Sarah Vaughan & Oscar Peterson
- 1995 Sophisticated Cissy
- 1995 Sings Broadway: Great Songs from Hit Shows
- 1995 Sarah Vaughan [Pearl]
- 1995 Lullaby of Birdland
- 1995 Live in Chicago
- 1995 I'll Remember You
- 1994 Sarah's Blues
- 1994 Sarah Vaughan [Columbia]
- 1994 I Love Brazil [Bonus Tracks]
- 1991 Summertime [Alex]
- 1991 Sassy at Ronnie's
- 1991 Celebration of Duke
- 1990 Deep Purple
- 1990 Close to You
- 1987 Brazilian Romance
- 1985 Sarah Vaughan Sings George Gershwin
- 1985 Sarah Vaughan at the Blue Note
- 1985 Sarah Vaughan at Mr. Kelly's
- 1985 My Heart Sings
- 1985 Mancini Songbook
- 1985 In a Romantic Mood
- 1985 Explosive Side of Sarah
- 1985 Billy and Sarah
- 1985 Best of Irving Berlin
- 1984 Mystery of Man
- 1983 The best of, Concord Music Group
- 1982 Gershwin Live!, Columbia, con la Los Angeles Philharmonic Orchestra/Michael Tilson Thomas - Grammy Award for Best Jazz Vocal Performance, Female 1983
- 1982 Crazy and Mixed Up
- 1981 Songs of the Beatles
- 1981 Send in the Clowns [Pablo]
- 1979 Duke Ellington Songbook, Vol. 2
- 1979 Duke Ellington Songbook, Vol. 1
- 1979 Copacabana
- 1978 How Long Has This Been Going On?
- 1977 I Love Brazil
- 1976 More Sarah Vaughan from Japan Live
- 1975 Sarah Vaughan & Jimmy Rowles Quintet
- 1974 Send in the Clowns [Columbia/Legacy]
- 1973 Live in Japan, Vol. 2
- 1973 Live in Japan, Vol. 1
- 1972 With Michel Legrand
- 1971 Time in My Life
- 1969 Jazz Fest Masters
- 1967 Sassy Swings Again
- 1966 Pop Artistry of Sarah Vaughan
- 1965 Viva! Vaughan
- 1965 Sarah Vaughan Sings the Mancini Songbook
- 1964 World of Sarah Vaughan
- 1964 Vaughan with Voices
- 1964 Sweet 'N' Sassy [Bonus Track]
- 1964 Sweet 'N' Sassy
- 1964 Lonely Hours
- 1963 We Three
- 1963 Snowbound
- 1963 Sassy Swings the Tivoli
- 1963 Sarah Slightly Classical
- 1963 Sarah Sings Soulfully
- 1963 Live Guard Sessions (1963)
- 1962 You're Mine You
- 1962 Star Eyes
- 1962 Sarah + 2
- 1961 Divine One [Roulette]
- 1961 After Hours
- 1960 Dreamy
- 1960 Divine Sarah Vaughan
- 1959 Sarah Vaughan Sings George Gershwin, Vol. 2
- 1959 Sarah Vaughan Sings George Gershwin, Vol. 1
- 1959 Great Songs from Hit Shows, Vol. 2
- 1959 Great Songs from Hit Shows, Vol. 1
- 1959 After Hours at the London House
- 1958 No Count Sarah
- 1957 Sarah Vaughan Sings Great Songs from Hit Shows
- 1957 Sarah Vaughan Sings George Gershwin
- 1957 Recorded Live
- 1957 Irving Berlin Songbook (dueto con Billy Eckstine)
- 1957 Passing strangers Sarah Vaughne Billy Eckstine
- 1957 At Mister Kelly's
- 1956 Sarah Vaughan Sings Broadway: Great Songs From Hit Shows
- 1956 Sassy
- 1956 Linger Awhile [Columbia]
- 1955 With John Kirby and His Orchestra
- 1955 Tops in Pops
- 1955 In the Land of Hi-Fi
- 1955 George Gershwin Songbook, Vol. 2
- 1955 George Gershwin Songbook, Vol. 1
- 1954 Swingin' Easy
- 1954 Sarah Vaughan with Clifford Brown [Original]
- 1954 Sarah Vaughan with Clifford Brown
- 1954 Rodgers & Hart Songbook
- 1954 Gershwin Songbook
- 1954 Divine Sarah Sings
- 1953 Hot Jazz
- 1945 Billy Eckstine Orchestra

### Canciones más famosas
- Broken Hearted Melody (1958)
- Black Coffee (1948)
- How Important Can It Be? (1955)
- It's Magic
- Moonlight in Vermont
- Nature Boy
- Never in a Million Years
- Whatever Lola Wants